# Бриджпорт (Нью-Йорк)
Бриджпорт (англ. Bridgeport) — переписна місцевість (CDP) в США, в округах Онондага і Медісон штату Нью-Йорк. Населення — 1389 осіб (2020).

## Географія
Бриджпорт розташований за координатами 43°8′58″ пн. ш. 75°59′7″ зх. д. / 43.14944° пн. ш. 75.98528° зх. д. (43.149437, -75.985320).  За даними Бюро перепису населення США в 2010 році переписна місцевість мала площу 4,50 км², з яких 4,46 км² — суходіл та 0,04 км² — водойми.

## Демографія
Згідно з переписом 2010 року, у переписній місцевості мешкало 1490 осіб у 650 домогосподарствах у складі 401 родини. Густота населення становила 331 особа/км².  Було 679 помешкань (151/км²).
Расовий склад населення:
| - 95,3 % — білих - 1,3 % — чорних або афроамериканців - 0,8 % — азіатів - 0,7 % — корінних американців |

До двох чи більше рас належало 1,7 %. Частка іспаномовних становила 1,1 % від усіх жителів.
За віковим діапазоном населення розподілялося таким чином: 20,3 % — особи молодші 18 років, 62,0 % — особи у віці 18—64 років, 17,7 % — особи у віці 65 років та старші. Медіана віку мешканця становила 43,4 року. На 100 осіб жіночої статі у переписній місцевості припадало 93,8 чоловіків;  на 100 жінок у віці від 18 років та старших — 95,6 чоловіків також старших 18 років.
Середній дохід на одне домашнє господарство  становив 52 318 доларів США (медіана — 47 038), а середній дохід на одну сім'ю — 57 451 долар (медіана — 50 284). За межею бідності перебувало 16,4 % осіб, у тому числі 20,5 % дітей у віці до 18 років та 18,6 % осіб у віці 65 років та старших.
Цивільне працевлаштоване населення становило 798 осіб. Основні галузі зайнятості: роздрібна торгівля — 17,5 %, освіта, охорона здоров'я та соціальна допомога — 15,7 %, мистецтво, розваги та відпочинок — 13,0 %, науковці, спеціалісти, менеджери — 12,3 %.